# Kim Kashkashian
Kim Kashkashian, född 31 augusti 1952 i Detroit, är en amerikansk violast av armeniskt ursprung.
Kashkashian undervisar för närvarande vid New England Conservatory of Music. Hon har tidigare undervisat i Freiburg im Breisgau och Berlin.
Asteroiden 8994 Kashkashian är uppkallad efter henne.